# فرانسیس ریمبرت
فرانسیس ریمبرت (به فرانسوی: Francis Rimbert) نوازنده و آهنگساز فرانسوی است.
او در خلق بسیاری از آثار ژان میشل ژار نقش بسزایی داشته است.